# Szlachectwo duszy
Szlachectwo duszy – komedia Jana Chęcińskiego w trzech aktach napisana w 1850. Prapremiera odbyła się w Warszawie w 1858 lub 1859.

## Treść
Akcja rozgrywa się w okolicach Warszawy w dobrach Barona. Baron jest człowiekiem nowoczesnym i gardzi przesądami klasowymi, a do tego chce podreperować swój majątek, dlatego chce wydać swą córkę, Anielę, za mąż za Czesława - młodego lekarza pochodzenia chłopskiego. Pani Baronowa ma odmienne zdanie: wolałaby w roli zięcia widzieć hrabiego Stefana - wprawdzie zubożałego, ale z tytułem szlacheckim. Sama Aniela natomiast darzy uczuciem Czesława i nic sobie nie robi z tytułów szlacheckich (Wszak tego przekonania żaden głos nie zgłuszy / Że najpierwszem szlachectwem jest szlachectwo duszy). Gdy okazuje się, że Aniela nie ma wcale wysokiego posagu, Stefan traci zainteresowanie małżeństwem, a para zakochanych może bez przeszkód się pobrać. Zwycięstwo chłopa nad szlachcicem w rywalizacji o rękę panny było rozwiązaniem nowatorskim w polskiej komedii.